# Marie Warnant
Pour les articles homonymes, voir Warnant (homonymie).
Marie Warnant, née le 31 août 1979 à Namur, est une chanteuse, auteure-compositrice-interprète et musicienne belge.

## Biographie
Née en 1979 à Namur, Marie Warnant s'installe à Bruxelles pour y faire une licence en Communication Appliqué à l'IHECS. Après avoir été la chanteuse du groupe BaliMurphy pendant quatre années, elle se lance dans son projet solo et avec l'aide de Vincent Liben (Mud Flow) à la réalisation, elle écrit et compose De un à dix, son premier album qui sort en octobre 2005. Saluée par la presse et le public, notamment avec le titre Bruxelles, elle entame une série de concerts en Belgique et à l'étranger (France, Suisse, Canada, Pologne, Portugal, etc.). Lauréate du concours "Musique à la française" en 2004, révélation des Francofolies de Spa en 2005, elle est élue Femme de Cristal 2005 catégorie Chanson. À partir de 2006, elle collabore régulièrement avec le styliste Jean-Paul Knott pour qui elle habille musicalement plusieurs défilés (Bruxelles, Paris, Tokyo) et avec qui elle construit une solide amitié humaine et artistique. Elle aime mélanger musique et mode et allie les deux univers à plusieurs occasions notamment en performant et en offrant sa musique lors du Défilé Victoire/ Le Soir à l'Atomium en octobre 2014.   
Enregistré avec Erwin Autrique à l'ICP à Bruxelles, "RITOURNELLE", son deuxième album, est sorti en avril 2010. Sur celui-ci figure, entre autres, Finir un texte que lui a écrit le poète écrivain William Cliff et dont elle signe la musique et La valse une chanson offerte par Benjamin Biolay. 
Enregistré à Gand et co-réalisé avec Mirko Banovic (Arno, Arsenal, etc.), son troisième album, Nyxtape, est sorti le 21 mars 2014. On le découvre sur scène lors d'un concert au Botanique. En solo ou accompagnée de 3 musiciens, la chanteuse joue de la guitare, mixe des K7 et se dévoile plus électrique et alternative en confirmant sa réelle personnalité[non neutre]. Nyxtape sort en CD, en vinyle, en cassettes et en version digitale. La tournée de concerts se terminera par 4 dates au Vietnam en mai 2015. Durant cette même année 2014, Marie Warnant remporte l'octave "Prix de la Ministre de la Culture" décernée par les Octaves de la musique.
En 2015, Marie Warnant sort le vinyle et EP Make Love, 4 variations d'une même chanson avec notamment le remix du musicien producteur Title ou celui du DJ Dim Le Brun. Pour le visuel, elle collabore avec l'artiste Elvis Pompilio et célèbre la sortie du EP à l'hôtel particulier Le Berger où elle performe et offre une prestation marquante et une soirée originalement décalée. Accompagnée de la photographe suédoise Cici Olsson, elle organisera le Make Love Tour où durant 24h, elle jouera dans 16 endroits différents de Bruxelles. 
Multipliant les projets et les collaborations diverses, Marie Warnant partage le titre Les femmes sont là avec le rappeur AKRO (Starflam) sur Quadrifolies en 2015. 
En 2016, elle sort la BD-CD pour enfants Michael et Moi dont elle signe le texte, les paroles, les musiques et la réalisation avec l'artiste chanteuse comédienne Karin Clercq. Les dessins sont signés par Marco Paulo. Ils créent ensemble le collectif KARMA. Une série de concerts suivra la sortie de la BD-CD se clôturant à Barcelone en janvier 2018.  
En 2017, Marie Warnant sort Peace & Freedom, un titre single (à destination d'un documentaire) et se consacre à l'écriture de nouveaux titres. Elle se perfectionne dans l'étude du Tarot de Marseille qu'elle découvre à travers l'œuvre d'Alejandro Jodorowsky dont elle admire profondément le travail[réf. souhaitée].    
En 2018, Marie Warnant signe la B.O 6 titres du livre La Pension Almayer de Philippe Debongnie et Cindya Izzarelli ainsi qu'un texte/histoire dans le second volume. 
Le 20.02.2020, Marie Warnant sort "A présent" le premier single de son album "AMOUR SANS FIN" (Part 1) dont l'inspiration symbolique et le fil rouge sont liés au Tarot de Marseille. Elle écrit, compose, arrange et réalise l'ensemble de l'album en s'émancipant des codes et des genres. 22 titres, 22 cartes, 2 parties de 11 chansons. Enregistrés chez elle et à l'ICP Studio. Elle entame alors sa collaboration visuelle avec l'artiste Sebastien Alouf (Sebal) qui réalise le video clip du titre "A présent" ainsi que celui du titre "Love is the only way". Il crée également le jeu de Tarot « AMOUR SANS FIN » qui accompagne l'album et le projet. Durant le confinement 2020, Marie Warnant et Sebastien s'offre une reprise de "L'Amour à la plage" du groupe Niagara. Marie signe les arrangements musicaux, Sebastien signe la création visuelle, le tout à distance. 
Le 22.02.2022, Marie Warnant sort le clip et single "Simbolo" tourné en Andalousie dont elle signe la musique et la réalisation. Elle signe ici une collaboration visuelle avec l'artiste espagnol Felipe Medrano qui pose également sa voix sur le titre. 
Cinquième album solo de Marie Warnant, "PISANG ORANGE", second volet du projet et double album "AMOUR SANS FIN PISANG ORANGE" sort le 24 mars 2023 avec DREAM ABOUT comme premier single. Elle présente son nouvel opus lors de deux concerts sold out au Botanique à Bruxelles le 26 mars 2023. 

## Discographie
- 2005 - De un à dix
- 2010 - Ritournelle
- 2014 - Nyxtape
- 2015 - Make Love EP
- 2016 - Michael et Moi (BD-CD pour enfants)
- 2017 - Peace and Freedom Single
- 2018 - La Pension Almayer (B.O.)
- 2022 - Amour Sans Fin
- 2023 - Pisang Orange